# 2025年6月加沙自由船隊
2025年6月，加沙自由船隊再度啟航，這項由「自由船隊聯盟」發起的海上行動，旨在冲破以色列對加沙地帶的海上封鎖，並運送一批象徵性的人道援助物資。領航船「瑪德琳號」懸掛英國紅船旗，已於6月1日從意大利西西里島卡塔尼亞港出發。
6月9日凌晨，以色列軍方在國際水域攔截並登上「瑪德琳號」，強行扣押該船，阻止其前往加沙，並拘捕船上人員。這次行動是繼5月2日「良知號」在馬耳他外海的國際水域遭不明彈藥攻擊後，再次發起的挑戰行動。
船上共載有12名人士，其中包括瑞典氣候行動者格蕾塔·通貝里及法國歐洲議會議員莉瑪·哈桑。據哈桑表示，船上所載的援助物資包括嬰兒奶粉、100公斤麵粉、250公斤白米、尿片、醫療包及拐杖。

## 背景
2025年6月的「加沙自由船隊」是眾多試圖突破封鎖、向加沙提供人道援助的行動之一。類似的海上行動可追溯至2010年，當年「加沙自由船隊」首次出航，目的是挑戰以色列自2005年起對加沙實施的封鎖政策。其後在2011年、2015年、2018年及2025年5月，亦有多次船隊行動，但均遭以色列攔截，參與者不是被扣留、驅逐出境，就是遭羈押在以色列監獄。「自由船隊聯盟」在2025年5月的一次行動中，嘗試開闢一條人道援助通道，惟當時船隊在馬耳他對開的國際水域遭無人機襲擊。
自2023年10月7日哈馬斯襲擊以色列及其後爆發加沙戰爭以來，以色列進一步加強對加沙地帶的封鎖，並將措施升級為「全面封鎖」，禁止食物、飲用水、藥物、燃料和電力等一切物資進入，導致加沙出現嚴重飢荒與人道災難。有部分學者已將其形容為種族滅絕。事實上，即使在2023年哈馬斯襲擊以色列之前，以色列已透過設於加沙出入口的檢查站控制援助物資的進出。多年來，援助經常因以色列政府的封鎖或以色列平民的干預而受阻。自2025年3月2日起，獲准進入加沙的人道援助量急劇下降。「綜合糧食安全階段分類系統」已對當地飢荒風險發出嚴重警告。此外，以色列與美國曾指控哈馬斯竊取援助物資，但哈馬斯方面否認相關說法。這類爭議亦加劇人道援助發放的困難。

## 航程
「瑪德琳號」原名「巴卡羅爾號」，為紀念加沙首位女性漁民瑪德琳·庫拉布而改名，並於2025年6月1日自意大利西西里島的卡塔尼亞啟航
。船上載有人道援助物資，包括嬰兒奶粉、100公斤麵粉、250公斤白米、尿片、女性衛生用品、海水淡化設備、醫療物資、拐杖及兒童義肢，預計於6月7日抵達加沙地帶
。
船上共有12人，包括瑞典環保行動者格蕾塔·通貝里及法國歐洲議會議員莉瑪·哈桑。由於「瑪德琳號」懸掛英國紅船旗，「自由船隊聯盟」指出，英國政府有法律義務保護該船及船上平民，並應防止包括以色列在內的任何外國勢力以非法手段干預，包括施以威脅或使用武力。
6月3日，一架無人機出現在船隻附近，船方隨即呼籲國際介入以提供保護。據報，當時一架希臘海岸警衛隊的海鷺無人機正對該船進行監控。
6月4日下午，船隊行至克里特島附近。翌日，即6月5日，船隻改變航線以協助一艘載有蘇丹難民的小艇，成功從海中救起4人，並將其帶上「瑪德琳號」，其後轉交歐洲邊境管制局處理。至6月7日，該船已抵達埃及海域。

## 以色列攔截、登船和拘留乘客
6月8日，「瑪德琳號」上的乘客報稱有小艇在船隻周圍盤旋，船上警報亦曾響起，眾人一度為即將遭攔截作好準備。不過有關小艇最終離去，乘客其後形容事件可能只是虛驚一場。「自由船隊聯盟」亦指出，當時有2架以色列四旋翼無人機靠近船隻，並噴灑出一種白色、類似油漆的刺激性物質。其後，該組織表示已無法再與船上乘客聯絡，而以色列軍方則已展開登船行動。
6月9日凌晨約3時，以色列海軍特種部隊「第13突擊隊」在距加沙約185公里的國際水域扣押「瑪德琳號」

，並將其拖往阿什杜德港。以色列官方稱，在展開登船行動前曾要求船隻返航。
據報導指，登船過程中，船上乘客將手機及一部手提電腦拋入海中。乘客最終未作抵抗，和平向以色列軍方投降，並於被扣留後獲提供三文治與瓶裝水。
據以方公布，船上共有12名乘客，分別為：
- 環保行動人士格蕾塔·通貝里（瑞典）
- 歐洲議會議員莉瑪·哈桑（法國）
- 雅絲敏·阿卡爾（德國）
- 巴蒂斯特·安德烈（法國）
- 蒂亞戈·阿維拉（巴西）
- 半島電視台記者奧馬爾·法伊亞德（法國）
- 帕斯卡·莫里耶拉斯（法國）
- 雅尼斯·姆哈姆迪（法國）
- 蘇艾布·奧爾杜（土耳其）
- 塞爾吉奧·托里比奧（西班牙）
- 馬可·范·倫尼斯（荷蘭）
- 芮娃·維亞爾（法國）

以色列外交部事後表示，整項行動為官方授權，船上援助物資將經由「真正具人道精神的渠道」運往加沙。
以色列國防部部長伊斯雷爾·卡茨表示，已指示向船上人員播放紀錄片《目擊10月7日大屠殺》，並指通貝里有反猶立場。卡茨稱，船隊成員已拒絕觀看該片。他原本計劃記錄他們觀看這部紀錄片的過程，但被以色列外交部和總理辦公室阻止。
被扣留人士於抵達阿什杜德港後，隨即被帶往本·古里安國際機場，並與其所屬國家領事接觸。他們獲通知可選擇簽署遞解文件以快速離境，否則將須接受以色列司法遞解程序。通貝里雖拒絕簽署相關文件，但最終仍於6月10日自願離境，與另外3名行動人士安德烈、法伊亞德及托里比奧一同被遣返。其餘8名人士，包括法國籍歐洲議會議員哈桑，則選擇拒絕遣返並展開法律程序。他們在訴訟期間被扣押於拉姆拉的基翁監獄。

## 反應

### 對船隊

#### 以色列
以色列外交部譏諷「自由船隊」為「名人自拍遊艇」，批評這場行動不過是「作秀」，並將格蕾塔·通貝里形容為「反猶分子」 。
以色列國防軍早於6月4日已向《耶路撒冷郵報》表示，不會容許該船隊靠岸加沙。至6月9日，國防部長伊斯雷爾·卡茨進一步表明立場：「我已下令以軍阻止『瑪德琳號』這艘充滿仇恨的船隻抵達加沙，並授權一切必要手段。對這些反猶的格蕾塔與一眾哈馬斯宣傳喉舌，我要說清楚：你們最好回頭，因為加沙你們去不到。」

#### 國際
6月2日，聯合國多位專家發聲，呼籲國際社會保障「瑪德琳號」的安全通行權。愛爾蘭副總理兼外交部長西蒙·哈里斯稱，這艘船是「向加沙飢民提供糧食與藥物的感人嘗試」；英國下議員郝爾彬亦公開支持船隊行動。
美國共和黨參議員林賽·格雷厄姆則在Twitter／X發文：「希望格蕾塔和她的朋友們會游泳！」此言引起爭議，被普遍解讀為對船隊發出軍事威脅。記者邁赫迪·哈桑批評該言論「冷血、失控，甚至近乎犯罪」。

### 對攔截

#### 自由船隊聯盟
自由船隊聯盟發聲明，嚴厲譴責以色列的行動「公然違反國際法，並無視國際法院對加沙人道援助通行所作的具約束力命令」。該組織強調，扣押其行動人士的行為「既任意、亦非法，必須即時終止」。聯盟同時於社交平台公開多段由船上乘客預先錄製的影片，內容預計會在船隊遭遇攔截時發布。
自由船隊聯盟在第二天的新聞稿中稱，對其活動人士的拘留是「強行綁架」。

#### 以色列
以色列政府指「瑪德琳號」所載援助物資「甚至不足一卡車的載貨量」，更譏諷該行動為「Instagram激進主義」。
前海軍司令艾利澤·馬羅姆則批評政府做法過於激進，形容整體處理為「外交失敗」，應以談判而非軍力應對。他重申自2005年起實施的加沙封鎖「已獲全球承認」，對國家安全至關重要，若放行此船恐開先例，甚至讓伊朗船隻在數月內抵達加沙。

#### 哈馬斯
哈馬斯則批評以色列實施的海上封鎖為「國家級恐怖主義」，又指此次對「瑪德琳號」的攔截是「明目張膽地踐踏國際法，亦是對人道志願者的襲擊行為」。

#### 國際
美國伊斯蘭關係協會強烈譴責，指以色列軍方攔截「瑪德琳號」為「赤裸裸的國際海盜行為和國家恐怖主義」。
國際特赦組織亦指出，以色列扣押該船及船員的行動違反國際法，屬非法行為。
美國總統當勞·特朗普則再度抨擊通貝里，指她「怪異且憤怒」，還「建議」她去上「憤怒管理課」。在被以色列驅逐出境後，通貝里同意特朗普的說法，她很憤怒，但並不認為這是一件壞事，並表示「我認為世界需要更多憤怒的年輕女性」。

## 外部鏈接
- 關於2025年加沙自由船隊的新聞稿 freedomflotilla.org
- Madleen Tracker freedomflotilla.org